# Žabno
Žabno is een plaats in de gemeente Sisak in de Kroatische provincie Sisak-Moslavina. De plaats telt 502 inwoners (2001).